# خضرة أحمد حسن
خضرة أحمد حسن سياسية ودبلوماسية جيبوتية، وهي الممثلة الدائمة لجيبوتي لدى الأمم المتحدة ومنظمة التجارة العالمية.

## حياتها
ولدت خضرة حسن في علي صبيح في جيبوتي عام 1973. وهي حاصلة على درجة الماجستير في العلوم السياسية من عدة جامعات منها جامعة جان مولان ليون الثالث وجامعة مونتسكيو.  لغتها الأولى هي الصومالية لكنها أيضًا تتحدث الفرنسية والإنجليزية والعربية.
في عام 2007 أصبحت القائم بأعمال جيبوتي لدى الأمم المتحدة، ومن 2013 إلى 2015 تم انتخابها في مجلس إدارة هيئة الأمم المتحدة للمرأة.
تمت ترقية خضرا إلى منصب سفير ومفوض لجمهورية جيبوتي لدى الاتحاد السويسري في سبتمبر 2016. وكانت بالفعل الممثل الدائم لدى الأمم المتحدة ومنظمة التجارة العالمية. [كان الحامل السابق للمنصب روبلي أولهاي الذي توفي عام 2015  وأشادت خضرا حسن بخدمته البالغة 27 عامًا في الأمم المتحدة في عام 2015.  تضمنت مسؤولياتها وكالات أخرى في جنيف وأصبح الاتحاد السويسري مدرجًا رسميًا الآن. 
في عام 2019، تولى حسن رئاسة المنتدى الاجتماعي لمجلس حقوق الإنسان التابع للأمم المتحدة في جنيف.  في عام 2020، خلال جائحة فيروس كورونا، شكرت المفوض السامي للأمم المتحدة لشؤون اللاجئين على مساعدتهم. كانت جيبوتي تقبل أطفال اللاجئين في مدارسهم، لكن تغير المناخ والوباء كانا يضعان أعباء كبيرة على بلد فقير. 